# Volvo B14A
Volvo B14A är en rak 4-cylindrig bensinmotor tillverkad av Volvo, motorn togs fram till den nya Volvo Sport som presenterades i juni 1954 och kom i serieproduktion 1956–1957 som Volvo P1900 och tillverkades i 67 exemplar. B14A är i grunden en uppgraderad Volvo B4B som var monterad i Volvo PV 444. Den är en stötstångsmotor med 3-lagrad vevaxel och en slagvolym på 1,414 liter med en effekt på 70 hästkrafter SAE jämfört med ursprungsmotorn B4B som hade 51 hästkrafter SAE. Den högre effekten hade uppnåtts med hjälp av dubbla SU H2-förgasare och höjd kompression. B14A-motorn monterades i Volvo P1900 och även i Volvo PV 444 för export till USA bland annat i Volvo PV 444 California samt i Volvo PV 445 (Volvo Duett).